# Magazin
I Magazin sono un gruppo musicale croato, precedentemente jugoslavo, formato a Spalato nel 1979.
Hanno rappresentato la Croazia all'Eurovision Song Contest 1995 con il brano Nostalgija, insieme a Lidija Horvath.

## Storia del gruppo

### Fondazione e i primi anni (1979–1986)
Il gruppo, originariamente chiamato Mladi Batali, si formò a Spalato nel 1979, nell'allora Repubblica Socialista di Croazia. La prima formazione era formata da Željko Baričić, Zoran Marinković, Miro Crnko, Igor Biočić e dalla cantante Majda Šoletić. Nello stesso anno, hanno firmato un contratto discografico con l'etichetta Jugoton e registrarono i loro primi singoli in LP, cambiando però anche il nome del gruppo in Dalmatinski Magazin. Verso la fine degli anni '70 il tasterista Tonči Huljić e il bassista Nenad "Keko" Vesanović si unirono alla formazione.
Nel 1982, Majda Šoletić ha abbandonato la band e fu sostituita da Marija Kuzmić. Nello stesso anno, la band ha cambiato ufficialmente il nome in Magazin e hanno pubblicato il primo album Slatko stanje, esibendosi inoltre al Festival di Spalato con il brano Dišpetožo moja mala, dove hanno vinto il primo premio del voto della giuria. Verso la fine dell'anno, si sono esibiti allo Zagrebfest con il brano Moja mala mila.

### L'era di Ljiljana Nikolovska e il successo nazionale (1986–1990)

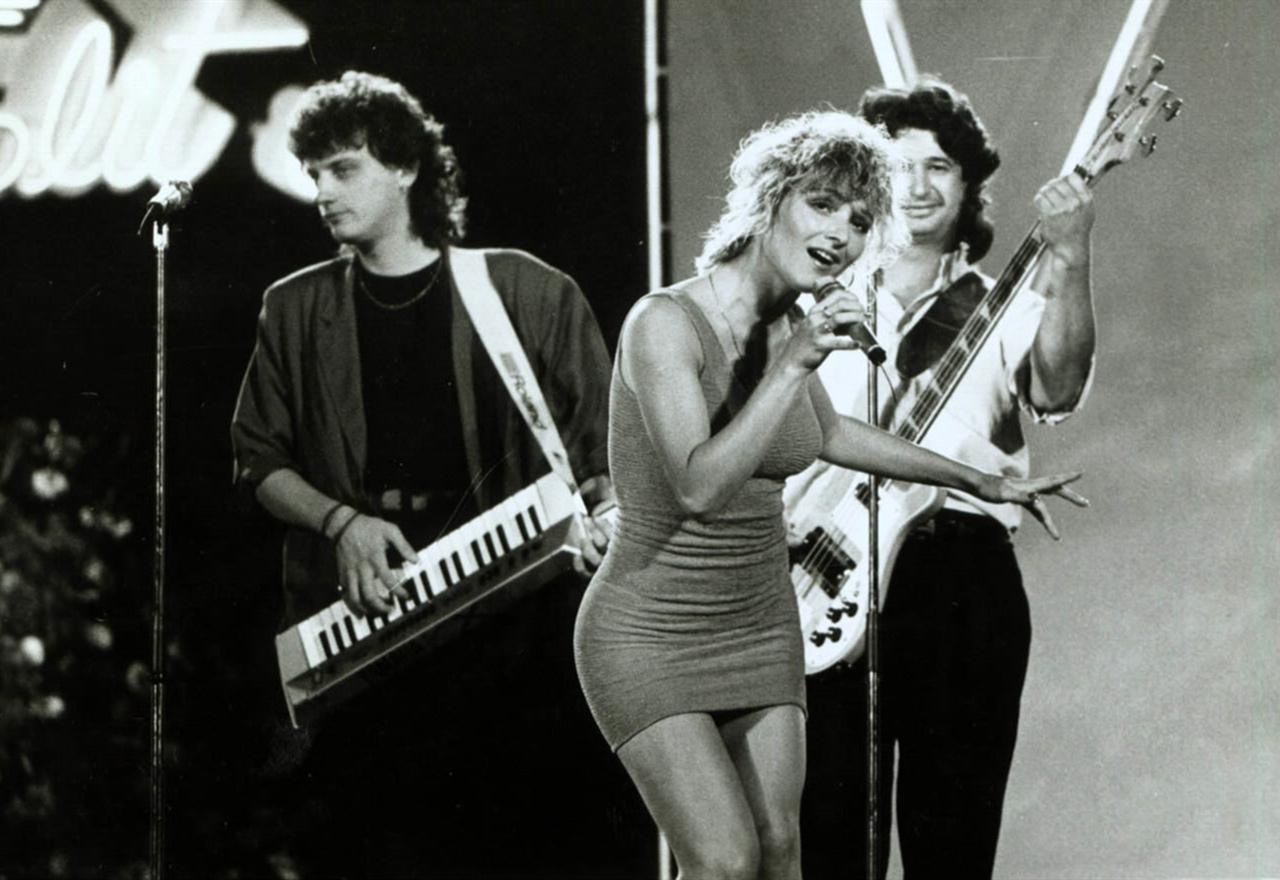
I Magazin durante gli anni '80, nella formazione con Lilijana Nikolovska.

La loro graduale ascesa in popolarità proseguì negli anni '80 con una serie di vittorie nei principali festival musicali della Jugoslavia. Il loro apice di popolarità fu raggiunto quando Maja Kuzmanć lasciò la formazione e fu sostituita dalla cantante macedone Ljiljana Nikolovska, che divenne la cantante solista della band. Durante questo periodo, il leader e compositore Tonči Huljić iniziò a inserire sonorità di musica folk di altri paesi europei nelle canzoni del gruppo.
Nel 1983 hanno preso nuovamente al Festival di Spalato, ove hanno presentato il brano Kokolo, proveniente dall'album omonimo. L'album vendette 270.000 copie e ottenne la certificazione di platino. L'anno successivo, dopo l'abbandono di Zoran Marinković dal gruppo e l'arrivo del nuovo batterista Ante Miletić, la band si esibì per il secondo anno consecutivo al Festival di Spalato con il brano Nikola, che ha anticipato l'uscita del terzo album, O, la, la.
Nel 1985 hanno continuato a partecipare a vari festival come il Festival di Spalato con Vrati mi, vrati sve e allo Zagrebfest con Piši mi dove, nonostante avessero ricevuto di gran lunga il maggior numero di voti dal pubblico, il gruppo si classificò al secondo posto a causa di un boicottaggio. Per protesta durante la cerimonia di proclamazione del vincitore, la band si rifiutò di salire sul palco e di ritirare il secondo premio dal pubblico, e gli spettatori indignati abbandonarono in massa la Sala Lisinski di Zagabria, tra forti proteste e fischi.
Per le successive composizioni musicali, Huljić iniziò a collaborare con cantautori provenienti da altre parti della Jugoslavia come Marina Tucaković, che scrisse molte delle canzoni dei Magazin. Nel 1985 pubblicarono il quarto album Piši mi, certificato disco di diamante, vendendo 380.000 copie ed è considerato, secondo la critica specializzata, il loro miglior album della musica pop croata. Al Festival di Spalato del 1986, vinsero il secondo premio del pubblico con il brano Ne mogu da ga ne volim, mentre allo Zagrebfest, grazie a Piši mi la band ricevette il riconoscimento per il brano più eseguito dell'edizione precedente del festival. All'inizio di dicembre dello stesso anno hanno pubblicato l'album Put putujem, per il quale ricevuto il premio "Zlatna Ptica" (Uccello d'oro) per oltre 670.000 copie dell'album vendute, ed è considerato uno degli album più venduti in Jugoslavia.
Nel 1987, la band intraprese un importante tournée in Jugoslavia e alla fine dell'anno ha pubblicato l'album omonimo Magazin, che vendette più di 500.000 copie e per il quale ricevettero un altro premio "Zlatna Ptica". L'anno seguente è la volta di Besane noći, che ha ottenuto la certificazione di diamante, vendendo 200.000 copie, mentre nel 1989 hanno pubblicato Dobro jutro, l'ultimo album con la voce di Ljiljana Nikolovska, che ottenne un'altra certificazione di diamante e l'equivalente di 200.000 copie. All'inizio degli anni '90, fu pubblicata una grande compilation Svi najveći hitovi 1983-1990 con 26 delle migliori canzoni del gruppo, cantate da Ljiljana Nikolovska. Dopo la pubblicazione della compilation e a causa dello scoppio della guerra d'indipendenza croata, la Nikolovska lasciò il gruppo e si trasferì a San Pedro, negli Stati Uniti, dove risiede tuttora.

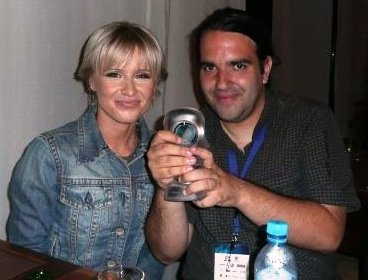
Danijela Martinović (a sinistra), cantante dei Magazin dal 1991 al 1996.

### L'era di Danijela Martinović e l'Eurovision Song Contest (1991–1995)
Nel 1991 la cantante Danijela Martinović, già nota per le sue partecipazioni al Festival di Spalato, debuttò come solista della band. Nella stesso anno è stato pubblicato l'album Da mi te zaljubit' u mene, da cui è stato estratto il singolo Mir, mir, mir do neba, una chiara denuncia della situazione di violenza in cui ancora versava la Croazia durante il periodo di guerra. Poco dopo la pubblicazione del disco, il tastierista Miro Crnko lasciò la formazione per motivi familiari.
Nel 1993 è la volta di Došlo vrijeme, da cui è stato estratto il singolo Neću se vratiti, presentato durante il festival Melodie dell'Adriatico di Spalato. L'anno seguente ha preso nuovamente parte al Melodie dell'Adriatico con il brano Simpatija, proveniente dall'album omonimo certificato disco d'oro, conquistando il primo premio del festival assieme alla cantante croata Marija Bubić.
Nel 1995 sono rientrati tra i finalisti di Dora, il processo di selezione del rappresentante croato all'Eurovision Song Contest, dove hanno presentato l'inedito Nostalgija, in collaborazione con la soprano Lidija Horvath, vincendo la competizione con oltre 150 punti totalizzati, guadagnandosi così l'onore di rappresentare la penisola sul palco eurovisivo di Dublino. Nel maggio successivo, i Magazin e Lidija si sono esibiti per undicesimi nella finale eurovisiva, dove si sono piazzati al 6º posto su 23 partecipanti con 91 punti totalizzati.

### L'era di Jelena Rozga e la nuova ascesa (1996–2006)

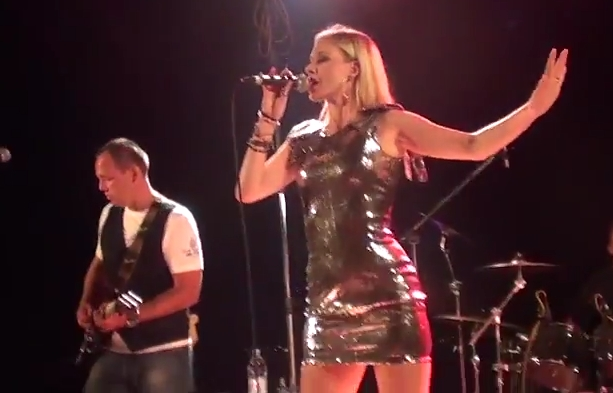
Jelena Rozga, cantante dei Magazin dal 1996 al 2006.

Nel 1996, dopo l'abbandono della Martinović dalla band, Tonči Huljić iniziò a cercare una nuova cantante per il gruppo. Huljić, insieme a Marija Rozga, organizzarono una serie di audizioni per selezionare la nuova voce del gruppo. L'allora diciannovenne Jelena, figlia di Marija, venne notata da Huljić mentre si esibiva in un ristorante di Zagabria e ne rimase sorpreso dalla sua estensione vocale, venendo ammessa ufficialmente nel gruppo. Prima della presentazione ufficiale, Jelena Rozga partecipò al Dora come solista, eseguendo la canzone Aha, arrivando seconda e, solo più tardi al Melodie dell'Adriatico 1996, debuttò come cantante del gruppo eseguendo la canzone Suze biserne. Nello stesso anno fu pubblicato l'album Nebo boje moje ljubavi, che include grandi successi della bando come Suze biserne, Minut srca tvog, Nebo boje moje ljubavi e Samo navika, quest'ultimo in collaborazione con il cantante croato Oliver Dragojević. L'album è stato certificato disco d'oro. 
Nel 1997 la band ha partecipato nuovamente a Dora, ove si sono classificati settimi con l'inedito Opijum, e successivamente si sono esibiti al Melodie dell'Adriatico '97 con la canzone Ime mi spominje. L'anno seguente è stata la volta dell'album Da si ti ja, certificato disco di platino in Croazia e Slovenia. Dall'album sono stati estratti i brani Na svijetu sve, brano con cui il gruppo ha gareggiato al Dora 1998, chiudendo al sesto posto, e Idi i ne budi ljude, presentato in occasione del Melodie dell'Adriatico '98. Al Dora 1999 il gruppo si è esibito con la canzone Kasno je, chiudendo al quinto posto. 
Nel 2000 è stato pubblicato l'album Minus i plus. Oltre al singolo omonimo, l'album include anche successi come Jel zbog nje, Kasno je, Nemam snage da se pomirim e Ako poludim. Nel 2002, i Magazin e Jelena Rozga hanno pubblicato il quindicesimo album S druge strane Mjeseca, che ha continuato a ricevere il medesimo successo degli album precedenti, da esso sono stati estratti i singoli Ne vjerujem tebi, ne vjerujem sebi, Tko me zove e Dani su bez broja, quest'ultimo in collaborazione con la cantante macedone Esma Redžepova che divenne un successo internazionale nella zona dell'ex-Jugoslavia.
Nel 2004 è la volta di Paaa..?, l'ultimo album del gruppo registrato con Jelena come cantante solista. Nello stesso anno il gruppo si è esibito con il brano Ne tiče me se al Festival di Spalato, ove hanno conquistato il primo premio. Dopo quasi cinque anni di assenza, i Magazin tornarono in gara a Dora con la canzone Nazaret nel 2005 chiudendo al secondo posto, mentre l'edizione seguente, chiusero ottavi con l'inedito Oprosti mala. Allo stesso tempo, questa esibizione è considerata ufficialmente come l'ultima esibizione del gruppo con Jelena Rozga come cantante, prima del suo abbandono dal gruppo nel 2006 per concentrarsi sulla sua carriera solista.

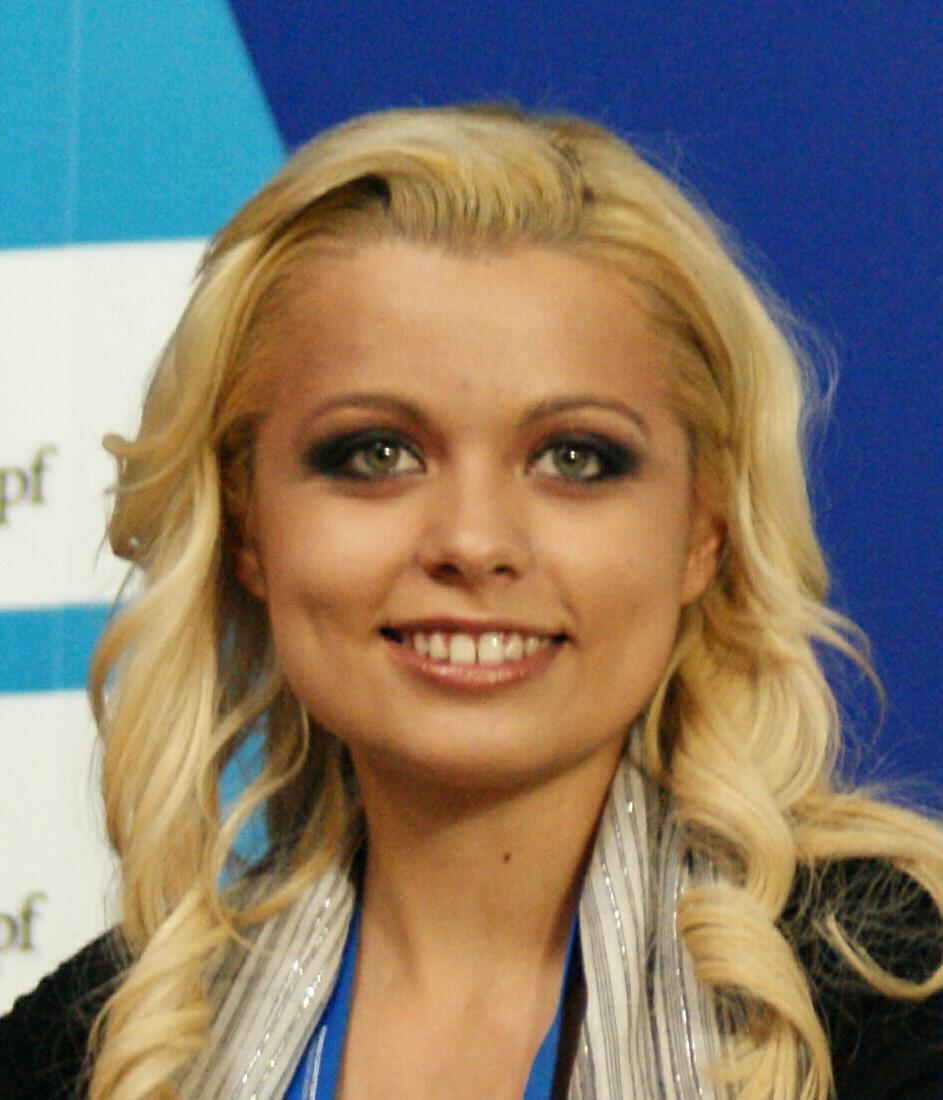
Andrea Šušnjara, cantante dei Magazin dal 2010 al 2024.

### Le ere di Ivana Kovač e Andrea Šušnjara (2006–2024)
Per selezionare la nuova cantante del gruppo, la band ha indetto uno speciale televisivo sulla televisione di stato HRT. Al concorso hanno partecipato molte cantanti in voga di quel periodo come Lidija Bačić, Andrea Šušnjara, Lea Mijatović, Slavica Buzov e Zorana Kačić. Durante lo show, le ragazze si esibivano davanti alla giuria, che comprendeva il membro originale della band Tonči Huljić, il cantante Đorđe Novković, l'attore Mirko Fodor e il conduttore televisivo Duško Ćurlić. Tuttavia, alla fine, nessuna di loro è stata selezionata come nuova cantante del gruppo, e la scelta finale è ricaduta su Ivana Kovač, già figlia del popolare cantante croato Mišo Kovač. Durante i quattro anni in cui la Kovač è stata la voce del gruppo, la band ha pubblicato l'album Dama i car e l'album di cover in chiave bossa nova dal titolo Bossa N'Magazin.
Nel 2010 Andrea Šušnjara, già partecipante allo speciale televisivo e rappresentante della Croazia all'Eurovision Song Contest 2009, è diventata la nuova cantante del gruppo dopo l'abbandono della Kovač. Il singolo di debutto con la voce della Šušnjara è stato Sijamski blizanci, che è diventato un enorme successo nella zona balcana. Dopo la pubblicazione di altri singoli di successo, la band ha pubblicato il suo diciottesimo album Mislim Pozitivno!, noto per essere l'ultimo album in cui era presente lo storico tastierista Tonči Huljić prima del suo abbandono definitivo dalla formazione. Dopo aver fatto parte della band per quattordici anni, diventando la vocalist più longeva del gruppo battendo il record precedentemente tenuto da Jelena Rozga, la Šušnjara ha lasciato i Magazin nel novembre 2024 per riprendere la sua carriera solista.

### L'era di Lorena Bućan (2025–presente)
Durante un concerto in un nightclub di Zagabria la band, ormai composta solo dai membri storici Željko Baričić e Nenad "Keko" Vesanović, hanno presentato la giovane Lorena Bućan come nuova cantante della band, presentando in anteprima il nuovo singolo dal titolo Nevjestica.
Nel dicembre 2024 i Magazin sono stati nuovamente confermati per l'edizione 2025 di Dora; alla competizione, dove hanno gareggiato con la canzone AaAaA, sono riusciti a superare le semifinali e a giungere in finale. AaAaA si è successivamente classificata al terzo posto durante la finale, dopo essere risultata la seconda proposta preferita dalla giuria nazionale e di quella internazionale, nonché la terza proposta preferita dal pubblico.

## Membri
Attuali
- Željko Baričić – chitarra (1979–presente)
- Nenad "Keko" Vesanović – basso (1979–presente)
- Lorena Bućan – voce (2024–presente)

Precedenti
- Majda Šoletić – voce (1979–1982)
- Marija Kuzmić – voce (1982–1983)
- Ljiljana Nikolovska – voce (1983–1990)
- Danijela Martinović – voce (1991–1996)
- Jelena Rozga – voce (1996–2006)
- Ivana Kovač – voce (2006–2010)
- Andrea Šušnjara – voce (2010–2024)
- Igor Biočić – basso (1979)
- Miro Crnko – tastiera (1979–1992)
- Tonči Huljić – tastiera (1979–2006)
- Ivan Huljić – tastiera (2006–2014)
- Zoran Marinković – batteria (1979–1984)
- Ante Miletić – batteria (1984–2013)

## Discografia

### Album in studio
- 1982 – Slatko stanje
- 1983 – Kokolo
- 1984 – O, la, la
- 1985 – Piši mi
- 1986 – Put putujem
- 1987 – Magazin
- 1988 – Besane noći
- 1989 – Dobro jutro
- 1991 – Da mi te zaljubit' u mene
- 1993 – Došlo vrijeme
- 1994 – Simpatija
- 1996 – Nebo boje moje ljubavi
- 1998 – Da si ti ja
- 2000 – Minus i plus
- 2002 – S druge strane Mjeseca
- 2004 – Paaa..?
- 2007 – Dama i car
- 2014 – Mislim pozitivno!

### Raccolte
- 1990 – Svi najveći hitovi 1983-1990
- 1993 – Najbolje godine
- 1999 – Balade
- 2001 – The Best Of 1
- 2001 – The Best Of 2
- 2005 – Dueti
- 2006 – The Platinium Collection
- 2008 – Bossa N'Magazin
- 2010 – Najljepše ljubavne pjesme (1983-1990)
- 2011 – Godine s Ivanom (2006-2010)
- 2013 – 100 originalnih pjesama
- 2018 – Best Of Collection (1983-1990)